# موج نوی سینمای استرالیا
موج نوی سینمای استرالیا (به انگلیسی: Australian New Wave) اشاره به جنبشی در سینمای استرالیا دارد که از سال ۱۹۷۰ آغاز و تا سال‌های پایانی دهi هشتاد در سینمای استرالیا ادامه داشت. برخلاف سینمای سنتی استرالیا فیلمسازان نوین استرالیایی فرم‌هایی نوین را در سینما به کار بردند. آن‌ها زبان و فرهنگ روزمره استرالیا را وارد سینما کردند. نمونه شاخص این نوع سینما فیلم مکس دیوانه‌است. 
یکی از دلایل پیدایش موج نوی سینمای استرالیا حمایت‌های دولتی از این سینما بود. دولت‌های گورتون و ویتلام حمایت‌های زیادی از فیلمسازی جدید و فیلمسازان جوان و نوگرای استرالیایی انجام دادند و این مسئله به گسترش موج نوی استرالیا کمک کرد.

## فیلم‌های شاخص
- لک لک (۱۹۷۱)
- پرسه (۱۹۷۱)
- ماجرای بری مکنزی (۱۹۷۲)
- مکس دیوانه (۱۹۷۹)
- گالی‌پولی (۱۹۸۱)
- مکس دیوانه ۲ (۱۹۸۱)
- مالکولم (۱۹۸۶)
- سکوت مرگبار (۱۹۸۹)

## فیلمسازان شاخص
- پیتر ویر
- جرج میلر
- بوروس برسفورد
- فیلیپ نویس
- فرد شپیسی
- تیم بورستال

## فهرست منابع
- ویکی‌پدیای انگلیسی